# Уста, Каарел
Каарел Уста (эст. Kaarel Usta; 3 ноября 1999, Таллин) — эстонский футболист, полузащитник.

## Биография
На детско-юношеском уровне несколько лет занимался футболом в клубе «Пярну ЯК», затем перебрался в Финляндию. Взрослую карьеру начал в клубе КТП (Котка), за два сезона сыграл 12 матчей во втором и третьем дивизионах Финляндии, во всех выходил на замены. В 2018 году перешёл в «МюПа», где стал регулярным игроком основы. В 2018 году со своим клубом победил в зональном турнире третьего дивизиона и в 2019 году выступал во втором дивизионе Финляндии.
В 2020 году вернулся на родину, подписав контракт с таллинским «Нымме Калью». Дебютный матч в высшей лиге Эстонии сыграл 19 мая 2020 года против «Курессааре» и в нём же забил свой первый гол. Всего за «Нымме Калью» в 2020—2021 годах сыграл 50 матчей и забил 4 гола в чемпионате. В первом сезоне в большинстве матчей был игроком стартового состава, а во втором — чаще выходил на замены. В 2020 году принял участие в матче Лиги Европы против словенской «Муры» (0:4).
В сезоне 2022 года не выступал. В 2023 году присоединился к дебютанту высшей лиги Эстонии «Харью» (Лаагри), забил 5 голов в 31 матче, а его клуб финишировал последним.
Выступал за молодёжную и олимпийскую сборные Эстонии, провёл 7 матчей.

## Личная жизнь
Брат Тааниэль (род. 2003) также футболист.